# Rudolf Bauer
Rudolf Bauer (Budapeste, 2 de janeiro de 1879 - Sósér, 9 de novembro de 1932) foi um atleta húngaro do lançamento de disco e primeiro campeão olímpico no atletismo de seu país.
Nos Jogos Olímpicos de 1900, em Paris, ele conquistou a medalha de ouro, quebrando o recorde mundial da prova, disputada no Bois de Bologne, com um lançamento de 36,04m. Nos treinamentos em Paris ele já havia lançado o disco a 38,10m, mas o resultado não foi computado.
Um fato constrangedor aconteceu durante a premiação de Bauer no pódio, quando em lugar do hino húngaro foi tocado o hino dos Estados Unidos e após protestos da delegação, este foi trocado pelo hino austríaco, que motivou ainda mais reclamações até que o hino correto fosse executado.
Ao voltar para a Hungria, ele continuou a praticar a modalidade a nível nacional (chegando a arremessar o martelo a 42m) até 1904, quando, formado em Economia, passou a cuidar de sua fazenda até morrer, em 1932.